# Dyantha Brooks
Dyantha Brooks (Amsterdam, 2 september 1988) is een Nederlandse televisiepresentatrice.

## Levensloop

### Radio
Brooks begon in 2010 bij het radiostation WILD FM, waar zij de ochtendshow Anthony en Dyantha in de ochtend presenteerde samen met Anthony Timmers. Voor WILD FM produceerde zij ook het programma Wild on Tour, waarin zij met verschillende artiesten mee ging naar hun optredens. In 2016 stapte zij over naar NPO FunX. Na FunX stapte zij over naar de televisie, waar zij af en toe te zien en te horen was bij TV 538 respectievelijk Radio 538.

### Televisie
Brooks presenteerde van 2011 tot 2012 op XITE. Hier maakte zij zowel nationale als internationale reportages met artiesten als DJ Chuckie en Rohan Marley. Na verschillende programma's op zowel SBS als RTL won Brooks in 2014 een talentenjacht van televisiezender TLC. Als winnares presenteerde zij de TLC top-10.
In 2017 kwam Brooks bij SBS6 terecht als muziekdeskundige bij Shownieuws, hier groeide zij door tot presentatrice.
In 2021 was Brooks een van de deelnemers van het 21e seizoen van het RTL 4-programma Expeditie Robinson, ze verliet als negende deelnemer de expeditie en eindigde daarmee op de achttiende plaats.
In 2023 presenteerde ze afwisselend met Patrick Martens de spelshow Lettrix op SBS6.
In 2024 is zij regelmatig te gast bij De Oranjezomer en de Oranjezondag. Ook deed Brooks in 2024 mee aan de Videoland-serie Het Jachtseizoen: Most Wanted. Datzelfde najaar was Brooks te zien als een van de presentatoren van het SBS6-programma De beste wensen.
In 2025 was Brooks te gast in het televisieprogramma Dit was het nieuws. Op 31 januari 2025 nam Brooks aan het begin van het programma Vandaag Inside de presentatie voor haar rekening, omdat Wilfred Genee later arriveerde door een brand bij hem thuis.
In 2025 deed Brooks samen met Wendy van Dijk en Johnny de Mol mee aan het televisieprogramma Marble Mania. In datzelfde jaar vormde ze met Bart Ettekoven een deelnemers-duo in het televisieprogramma Code van Coppens: De wraak van de Belgen. Ook deed Brooks in 2025 mee aan het televisieprogramma De kwis met ballen VIPS. Ze presenteerde dat jaar ook De Volgers. Dit programma sloeg echter niet aan bij de kijkers, er waren teveel negatieve reacties, het programma kreeg slechte recensies en er keken volgens gelekte lineaire cijfers maar 174.000 kijkers naar de eerste aflevering, waarna Talpa besloot het programma al na één aflevering van de buis te halen.

### Bestseller 60
| Boeken met noteringen in de Nederlandse Bestseller 60 | Jaar van verschijnen | Datum van binnenkomst | Hoogste positie | Aantal weken | Opmerkingen |
| ----------------------------------------------------- | -------------------- | --------------------- | --------------- | ------------ | ----------- |
| Dit keer wel                                          | 2025                 | 15-01-2025            | 31              | 1            |             |